# قطره آفتاب
قطره آفتاب (نام علمی: Calylophus) نام یک سرده از تیره گل‌مغربیان است.